# Gosztola
Gosztola község Zala vármegyében, a Lenti járásban. Közigazgatásilag a falu a rédicsi körjegyzőséghez tartozik.

## Fekvése
A község a Lentit övező dombhátak rejtekében fekszik, a szlovén határtól nem messze. A hegyes-völgyes vidék miatt a falu egyutcás, egy dombháton fut végig. A környéken a legközelebbi vízfolyás a Liponyak-patak, mely a közeli völgyben kialakított tavat is táplálja. A falut körülveszi az erdő, mely vadban igen gazdag. Vaddisznó, őz és szarvas is él itt szép számmal. Az erdőkben főleg tölgy és bükk található. A közeli napos lankákon már évszázadok óta szőlőt termesztenek az itt és a környező településeken élő emberek.
A közvetlenül határos települések: észak felől a járási székhely, Lenti, kelet felől Lentihegy (Lenti különálló településrésze), délkelet felől Kerkateskánd, dél felől Tornyiszentmiklós, nyugat felől Lendvadedes, északnyugat felől pedig Rédics. Az országhatárral közvetlenül nem érintkezik, bár attól alig három (legdélebbi külterületeit pedig kevesebb, mint egy) kilométer választja el.

### Megközelítése
A községen kelet-nyugati irányban átvezető út Lentiről indul, a 7538-as útból kiágazva, és a falut elhagyva Rédicsig vezet tovább, ahol a 75-ös főúthoz csatlakozik, de teljes itteni szakasza önkormányzati útnak minősül, vagyis Gosztola azon kevés magyarországi települések közé tartozik, amelyeket egyáltalán nem érint országos közút.
Vasútvonal ugyancsak nem érinti, a legközelebbi vasúti csatlakozási lehetőségeket a Zalaegerszeg–Rédics-vasútvonal lenti vagy rédicsi állomása kínálja, mindkettő nagyjából 7-7 kilométer távolságra.

## Története
A község nevének első említése 1237-ből ered Gosztolya néven. A 15. századig a Bánffyakhoz tartozott, majd 1413-ban Gosztholaként bukkan fel a szécsiszigeti várbirtok részeként. A 18. és 19. században előbb a Széchy, majd a Szapáry család birtokaihoz tartozott.
Fekvése miatt a falu lakói az erdőből, kevés föld- és szőlőművelésből, valamint szilvaaszalásból és állattartásból éltek. Sajátos, néprajzilag egyedi, fából és agyagból épített házaikat zsúptető fedte.
A második világháború után a falu fejlődése teljesen megállt, még inkább elszigetelődött. Ekkor még aszfaltozott út sem vezetett a faluhoz, így még nehézkesebb volt a bejárás. Iskolája sosem volt, a gyerekek a közeli falvakba jártak oktatásra. Mivel munkalehetőség csak a közeli Lentiben vagy Rédicsen volt, így az itt élők fokozatosan elköltöztek Gosztolából. Így a lakosság száma a 70-80-as évekre kb. 10 főre csökkent. Ma már ez a szám 20 fő fölé nőtt, mindez nagyrészt a falu természeti vonzerejének köszönhető.

## Közélete

### Polgármesterei
- 1990–1994: Varga József (független)[4]
- 1994–1998: Varga József (FKgP)[5]
- 1998–2002: Varga József (független)[6]
- 2002–2006: Varga József (független)[7]
- 2006–2010: Balogh Ferenc (független)[8]
- 2010–2014: Balogh Ferenc (független)[9]
- 2014–2019: Balogh Ferenc (független)[10]
- 2019–2024: Balogh Ferenc (független)[11]
- 2024– : Balogh Ferenc (független)[1]

## Nevezetességei
A falu közepén található egy kis, középkori eredetű, katolikus kápolna, melyet  az 1990-es években újítottak fel. A kápolna mellett fekszik a gosztolai temető, benne számos igen szépen kialakított síremlékkel.
Az 1990-es évek végétől a turizmus egyre fontosabb szerepet tölt be a kis település életében.

## Népesség
A település népességének változása:
| Lakosok száma | 54   | 57   | 61   | 50   | 45   | 50   | 56   |
|               | 2013 | 2014 | 2015 | 2021 | 2022 | 2023 | 2024 |

A 2011-es népszámlálás idején a 42 lakosból 27 magyar nemzetiségűnek, 11 római katolikus vallásúnak vallotta magát.
2022-ben a lakosság 82,2%-a vallotta magát magyarnak, 13,3% németnek, 2,2% ukránnak, 2,2% ruszinnak, 2,2% egyéb, nem hazai nemzetiségűnek (11,1% nem nyilatkozott; a kettős identitások miatt a végösszeg nagyobb lehet 100%-nál). Vallásuk szerint 24,4% volt római katolikus, 6,7% református, 2,2% görög katolikus, 2,2% felekezeten kívüli (64,4% nem válaszolt).
2022-ben a NAV adatai szerint itt volt a legmagasabb az egy főre jutó havi átlagkereset az ország települései között 689 ezer forinttal.